# Lacs de Maclu
Als Lacs de Maclu werden zwei nebeneinander liegende Seen im westlichen Abschnitt des französischen Juras, im Département Jura der Franche-Comté bezeichnet. Sie liegen auf 779 m in einer Mulde im Hochjura, in der Region der fünf Seen bei Le Frasnois, rund 12 km südlich von Champagnole.
Der Grand Maclu hat eine Fläche von 21 Hektar, eine Länge von rund 1,1 km und eine maximale Breite von etwa 300 m. Seine größte Wassertiefe beträgt 24 m. Die Wasserfläche teilen sich die Gemeinden Le Frasnois und La Chaux-du-Dombief.
Der nordöstlich anschließende Petit Maclu hat eine Fläche von 5 Hektar, eine Länge von rund 500 m und eine maximale Breite von etwa 120 m. Seine größte Wassertiefe beträgt 11 m. Er liegt vollständig auf dem Gemeindeboden von Le Frasnois.
Beide Seen werden im Südosten vom Höhenzug des Bois de Ban (bis 960 m) flankiert. Auf diesem Höhenrücken aus Kalkstein, der sehr steil zu den Seen abfällt, befindet sich die Belvédère des quatre Lacs, ein Aussichtspunkt mit Blick auf die vier Seen Grand Maclu, Petit Maclu, Lac de Narlay und Lac d’Ilay. Das westliche Ufer der Lacs de Maclu ist hingegen flach und weist einen Sumpfgürtel auf. Durch eine Anhöhe ist der Grand Maclu vom Lac d’Ilay getrennt. Die Seen liegen in einer Senke auf dem Hochplateau von Champagnole. Während der Hochstadien der verschiedenen Eiszeiten wurde das Becken von den Juragletschern mit Mergel- und Tonschichten ausgekleidet, so dass trotz des verkarsteten Untergrundes Seen entstehen konnten.
Die Lacs de Maclu werden durch Niederschlagswasser und kleine Quellen im Uferrandbereich gespeist. Normalerweise entwässert der Petit Maclu über einen rund 100 m langen Kanal zum Grand Maclu. Da aus dem Petit Maclu aber Trinkwasser für die Ortschaft La Chaux-du-Dombief abgeleitet wird, kann sich das Abflussregime auch umkehren. Der Granx Maclu wird durch einen Bach nach Westen zum Lac d’Ilay entwässert.
Die Landschaft um die Lacs de Maclu steht unter Naturschutz. In den Sumpfgebieten um die Seen finden sich für die Region seltene Pflanzengesellschaften, darunter das Schneidried (Cladium mariscus).